# Caché Robson
La memoria caché Robson, también conocida como memoria Flash Robson o Turbo Memory, es una tecnología presentada por Intel el 17 de octubre de 2005 en el Intel Developer Forum en Taiwán, durante el cual realizó una demostración utilizando un ordenador portátil que arrancó de manera casi instantánea. La caché Robson utiliza memoria flash de tipo NAND para disminuir el tiempo que tarda el ordenador en arrancar, cargar programas o escribir información al disco duro. En ordenadores portátiles, también podría usarse para aumentar la autonomía de las baterías. La memoria flash conserva sus contenidos incluso una vez el ordenador se apaga, a diferencia de la mayoría de memorias de estado sólido.
Los responsables de la mayor parte del consumo en un portátil son el procesador, la pantalla LCD, y el disco duro. La tecnología de caché Robson de Intel busca reducir la utilización del disco duro manteniendo los datos de uso frecuente (entre ellos, el sistema operativo y los programas de uso común) en la memoria flash, actuando como una RAM. Estas memorias son mucho más rápidas que los discos duros y su consumo es muy inferior, lo que se pretende servirá para fabricar portátiles mucho más rápidos y con mayor capacidad de ahorro de energía.
La tecnología Robson hace uso de las nuevas características del sistema operativo Windows Vista de Microsoft: ReadyBoost (para cacheo y ampliación de memoria del sistema) y ReadyDrive (para el cacheo de discos duros), para permitir en cacheo de datos en lectura y escritura. Sus principales competidores son el disco duro híbrido para ReadyDrive y los pendrives USB para ReadyBoost. Intel ha anunciado que los chipsets Santa Rosa y Crestline incluirán soporte para la tecnología NAND de Intel. El lanzamiento está previsto para la primera mitad de 2007 de cara a los procesadores para portátiles Merom de Intel.
El 5 de enero de 2006, DigiTimes anunció que Apple Inc. podría presentar un ordenador portátil que hiciera uso de una caché Robson. Aunque este anuncio se extendió a docenas de páginas de noticias relacionadas con Apple, la compañía no ha confirmado su veracidad. Apple ya ha retirado el iPod Mini, que usaba un disco duro de una pulgada, en favor del iPod nano, que utiliza memorias flash de 2, 4 y 8 gigabytes. La página MacRumors.com apuntó que las predicciones de DigiTimes sobre la tecnología de Apple en el futuro no han sido en general acertadas.
Hay quien ve la tecnología de caché Robson como un nexo de unión entre las capacidades de almacenamiento masivo de los discos duros en la actualidad, y de las memorias flash en el futuro. Los principales impedimentos al cambio son la necesidad de desarrollar memorias flash más baratas, así como su menor tiempo de vida. Hoy día, los fallos se producen alrededor de los 100.000 ciclos de lectura/escritura, una cifra muy inferior a la equivalente en discos duros para bloques o sectores dañados. Para utilizar este tipo de memorias como cachés, será necesario utilizar algoritmos de corrección de errores y distribución de desgaste (wear leveling) sobre toda la capacidad de la memoria, de forma que su vida pueda superar la de un portátil que se pueda beneficiar de sus ventajas.